# 帕囉米諾
帕囉米諾（Pedro Palomino，?—?），西班牙人，1639年，他接任羅美洛擔任西班牙雞籠長官，控制了北台灣雞籠（基隆）港口的行政與軍事。他駐紮地方約是社寮島（今和平島）的「聖救主（San Salvador）」城。他在任期間，為了防止南台灣的荷蘭進攻，於基隆「白米甕砲臺」一帶繼續修築「維多利亞圓堡」等工事。 （页面存档备份，存于）